# راوشی وارن
راوشی وارن (انگلیسی: Rau'shee Warren؛ زادهٔ ۱۳ فوریهٔ ۱۹۸۷) بوکسور اهل ایالات متحده آمریکا است.